# Bruschghorn
Bruschghorn nennt sich der Hauptgipfel eines Berges in Form eines Gipfelgrates von 2,2 Kilometern Länge im Schweizer Kanton Graubünden: mit einem Aufschwung aus gut 2700 Metern erreicht man von Süden erst das „Schwarzhorn 3031 m“, folgt mit knapp 40 Metern Höhenverlust dem Grat etwa 520 Meter zum „Gelbhorn 3036 m“, dann geht es 1100 Meter weiter zum Bruschghorn 3056 m. Maximaler Höhenverlust vom Gelbhorn ca. 80 Meter. Nördlich des Bruschghorns gelangt man auf weiteren 680 Metern zum namenlosen Punkt 3044, dies ohne die Höhe von 3000 Metern zu unterschreiten.
Alle Gipfel ausser dem nördlichsten Punkt 3044, welcher zu Safiental gehört, stehen auf der Grenze der Fraktion Safien der Gemeinde Safiental und dem Safiental im Westen und Muntogna da Schons im Schams im Osten. Mit dem deutschen Namen ohne "Piz" voran und als höchste Erhebung weit und breit fällt der Gipfel zusätzlich auf. Dabei gilt zu erwähnen, dass alle Gipfel um das Safiental einen deutschen Namen tragen, das Bruschghorn hingegen für die Romanisch sprechenden Schamser unwichtig war, weil es so weit weg und erst noch eine Steinwüste war.

## Aufstieg
Das Bruschghorn hat zwei gegensätzliche Gesichter: Von Osten aus dem Schams ist es unscheinbar und über sanfte Hänge gut auf einer Skitour erreichbar; gegen Westen stürzt es in einer jähen Steilmauer über 1000 Höhenmeter ab. Eine Besteigung will verdient sein: das Fehlen mechanischer Hilfsanlagen macht alle Aufstiege lang, dafür aber meist einsam, erst recht im Sommer.